# Myrmica ruginodis
Espèce
Myrmica ruginodis est une espèce de fourmis qui vit dans la partie nord de l'Europe et de l'Asie. Elle est très similaire à M. rubra mais se distingue de cette dernière par des épines du propodeum plus longues. De plus, vue de profil, la courbe dorsale du pétiole tombe abruptement en forme de marche. Bien que son aire de répartition se superpose de façon extensive avec celle de M. rubra, la distribution de l'espèce M. ruginodis s'étend plus au nord et à des altitudes plus importantes. L'hibernation des larves conduit à une différenciation en ouvrières ou gynes. Une colonie peut compter jusqu'à 20 reproductrices avec des populations comprenant près de 2 500 individus. Deux sous-espèces sont reconnues du fait de la différence de taille des gynes.

## Description
Il existe une ressemblance importante entre Myrmica ruginodis et Myrmica rubra, une autre espèce commune en Eurasie.
La base du scape, c'est-à-dire le premier segment de l'antenne, est courbée chez M. ruginodis. Tandis que chez M. rubra, le scape forme un angle plus ou moins marqué. Les épines propodéales mesurées depuis leur base jusqu'à leur pointe de M. ruginodis sont aussi longues que l'espace entre leurs pointes en vue dorsale. Chez M. rubra, les épines sont plus courtes. Cependant, la différence la plus marquante reste la chute abrupte (voir photo en haut à droite) du profil dorsal du pétiole en une "marche" avec un angle de 90° chez M. ruginodis absente chez M. rubra.

## Distribution et écologie
Myrmica ruginodis se trouve à travers la région paléarctique à des altitudes et latitudes plus hautes que M. rubra. Sa distribution s'étend de l'Europe de l'Ouest au Japon, et de l'Italie au Sud jusqu'au Cap Nord (Norvège) au Nord. M. ruginodis est la seule espèce  présente dans tous les comtés et îles britanniques y compris les Channel Islands, et la seule espèce de fourmi présente dans les îles Shetland, où elle est considérée comme une espèce "commune localement".
Elle est considérée comme "vraiment abondante" dans les forêts claires et brandes d'Europe, tout particulièrement au-dessus d'une altitude de 1 000 m où elle remplace M. rubra. La diète de M. ruginodis consiste essentiellement en de petits insectes et autres arthropodes, mais peut aussi inclure des carcasses d'oiseaux et mammifères trouvés lors du fourragement.

## Mode de vie
Les sexués effectuent le vol nuptial souvent par temps lourd entre mi-juillet et début septembre de 15 à 22 heures. Les colonies issues de macrogynes restent monogyne durant leur fondation semi-claustral et produisent de grosses asexuées ou travailleuses agressives. Les colonies constituées de microgynes contiennent plusieurs gynes et sont issues d'une propagation en bourgeonnement de colonies voisines. Ces microgynes seront adoptées dans des nids déjà existant et les asexués qu'elles produisent sont plus petites et moins agressives. Des nids composites sont possibles et ainsi que les croisements entre les deux forme.

## Systématique

### Synonymes
La littérature reconnaît les noms suivants comme synonymes de Myrmica ruginodis:
- Myrmica diluta Nylander
- Myrmica dimidiata Say
- Myrmica rubra var. macrogyna Brian & Brian
- Myrmica rubra var. microgyna Brian & Brian
- Myrmica rubra var. mutata Sadil
- Myrmica rubra var. ruginodolaevinodis Forel